# Schloss Höllrich

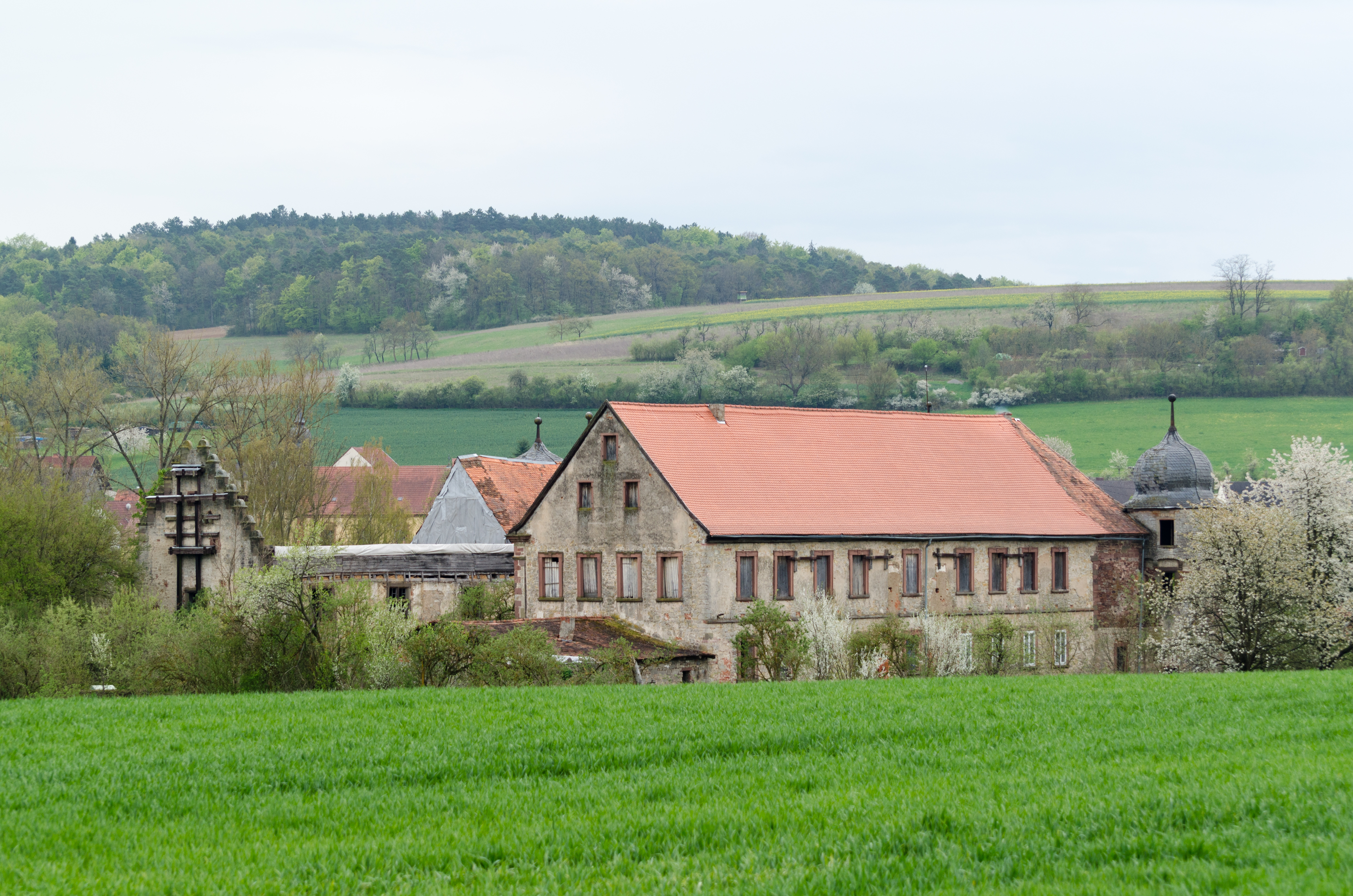
Schloss Höllrich

Das Schloss Höllrich steht in Höllrich, einem Ortsteil von Karsbach im Landkreis Main-Spessart in Unterfranken in Bayern. Der Gebäudekomplex ist unter der Denkmalnummer D-6-77-149-9 als Baudenkmal in der Bayerischen Denkmalliste eingetragen.

## Geschichte
Die ehemalige Wasserburg wird Veit von Thüngen als Erbauer zugerechnet. Die Freiherren von Thüngen ließen dann auch in der 2. Hälfte des 16. Jahrhunderts die Anlage zum Wasserschloss umbauen. 1601 wird Martin von der Tann als Besitzer genannt. Zu Beginn des 18. Jahrhunderts soll Johann Georg Schenk zu Schweinsberg (1672–1744) ihr Besitzer gewesen sein. 1724 wurde der westliche Gebäudetrakt barock umgestaltet. Um 1729 wird der Ritterkanton Rhön-Werra genannt, 1744/45 scheint das Schloss wieder in Thüngschen Besitz gekommen zu sein – an Philipp Christoph Dietrich von Thüngen. 1883 verkauft das thüngensche Rentamt Zeitlofs das gesamte Inventar an das Berliner Kunstgewerbemuseum. Nach 1961 nicht mehr bewohnt, steht ab 1962 ein Abbruch des Schlosses im Raum (die Abbruchgenehmigung war schon vorhanden), der glücklicherweise nicht umgesetzt wird. 1980 (oder 1984) stürzt das Dach des Ostflügels komplett ein. Seit 1985 werden Sicherungs- und Sanierungsarbeiten ausgeführt. Derzeit (Stand 2022) können Ferienzimmer gemietet werden.

## Beschreibung
Um 1560 wurde die Burg für die Freiherren von Thüngen schlossartig um- und neugebaut. Von 1720 bis 1724 wurde der Westflügel barock umgestaltet.
Das Schloss hatte ursprünglich vier mit Walmdächern bedeckte, zweigeschossige Gebäudetrakte, die sich um einen Hof gruppierten, von denen zwei vollständig und einer teilweise erhalten sind. Vom nördlichen Gebäudetrakt sind nur noch Reste vorhanden. Von den vier mit Zwiebelhauben bedeckten runden Türmen an den Ecken sind auch nur noch zwei vorhanden.
Dem Gebäudetrakt im Süden ist ein risalitartig zur übrigen Gebäudefront vorspringendes, zweistöckiges Torhaus mit Satteldach mit einer Bogenbrücke über dem ehemaligen Burggraben vorgelagert. Dieser, heute wasserlos, ist noch vollständig erhalten. Am östlichen Gebäudetrakt wurde ein Treppenturm angebaut. Über dem zweiflügligen, außermittigen Portaleingang am Torhaus befindet sich ein Allianzwappen; ein weiteres ist am Ausgang zum Innenhof angebracht. Einige Fenster zum Innenhof sind als Biforien ausgelegt und haben einen architektonisch interessanten wellenförmigen Fenstersturz. Zum Innenhof sind Teile der Gebäude über dem steinernen Erdgeschoss in Fachwerkbauweise mit ausgesteintem Fachwerk errichtet.